# Tatjana Iwanow
Tatjana Iwanow (* 14. Mai 1925 in Berlin; † 6. Oktober 1979 in Hamburg) war eine deutsche Schauspielerin und Sängerin.

## Leben

### Ausbildung und Theater
Tatjana Iwanow absolvierte eine Schauspielausbildung an der Schauspielschule des Deutschen Theaters in Berlin; zu ihren Lehrern dort gehörte unter anderem Agnes Windeck. Ihre Ausbildung schloss sie 1943 ab.
Am Deutschen Theater Berlin erhielt sie auch ihr erstes Theaterengagement im Rollenfach „Jugendliche Heldin“ und „Jugendliche Naive“. Ihr Bühnendebüt als Theaterschauspielerin gab sie 1944, kurz vor der kriegsbedingten Schließung aller Theater, am Deutschen Theater Berlin als Perdita in Shakespeares Spätwerk Das Wintermärchen. Nach dem Zweiten Weltkrieg hatte sie Engagements an den Münchner Kammerspielen (Spielzeit 1946/47), am Schauspielhaus Frankfurt (Spielzeit 1947/48) und am Stadttheater Konstanz (1948–1950), wo sie als Anfängerin unter anderem, unter der Regie von Heinz Hilpert, als Rosalinde in Shakespeares Komödie Wie es euch gefällt auftrat; mit dieser Produktion gastierte Iwanow 1949 auch im Theater am Besenbinderhof in Hamburg. In der Spielzeit 1948/49 gastierte sie an den Städtischen Bühnen Nürnberg-Fürth, die damals im Lessing-Theater spielten, in dem Theaterstück Die Unbekannte von Arras von Armand Salacrou.
Ab 1951 war Iwanow festes Ensemblemitglied am Deutschen Theater Göttingen. Zu ihren Bühnenrollen gehörten dort unter anderem: Katharina in Der Widerspenstigen Zähmung, Beatrice in Viel Lärm um nichts, Sally in der Komödie Das Lied der Taube von John Van Druten, Belisa in dem Schauspiel In seinem Garten liebt Don Perlimplin Belisa von Federico García Lorca und erneut die Rosalinde in Wie es euch gefällt. 1955 spielte sie am Deutschen Theater Göttingen die Marie in Woyzeck.
Iwanow spielte auch als Gast am Fritz Rémond Theater in Frankfurt am Main. Sie gab Auslandsgastspiele am Princess Theatre und am Pilgrim Theatre in Melbourne, Australien.
1966 übernahm sie am Düsseldorfer Schauspielhaus die Titelrolle in der deutschsprachigen Erstaufführung des Musicals Hello, Dolly!, wo sie die Rolle jedoch nicht, wie in der ursprünglichen Fassung als Amerikanerin Dolly Levi darstellte, sondern in einer für sie adaptierten Fassung als Russin Dolly Wassiljewa. 1967 wurde mit der deutschen Originalbesetzung des Musicals auch eine Schallplattenaufnahme produziert. In der Spielzeit 1968/69 spielte sie die Titelfigur auch in der Hello, Dolly!-Erstaufführung am Opernhaus Nürnberg. In der Spielzeit 1970/71 gastierte sie am Opernhaus Nürnberg als Titelheldin in der deutschsprachigen Erstaufführung des Musicals Mame.
1977 trat sie bei den Gandersheimer Domfestspielen in Bad Gandersheim auf und erhielt den „Roswitha-Ring“.

### Film und Fernsehen
In den 1950er Jahren war Iwanow in einigen Nachkriegsfilmen, meist in kleineren Rollen, zu sehen. In dem Kriegsdrama Nacht fiel über Gotenhafen spielte sie 1959 unter der Regie von Frank Wisbar das Dienstmädchen Meta. Weitere Rollen hatte sie in der Kriminalkomödie Nick Knattertons Abenteuer – Der Raub der Gloria Nylon (1959) und in dem Kriegsfilm Hunde, wollt ihr ewig leben (1959). 1967 war sie bei der DEFA in der deutsch-deutschen Gemeinschaftsproduktion Die Heiden von Kummerow und ihre lustigen Streiche in der Rolle der Frau Düker zu sehen.
Später übernahm Iwanow hauptsächlich das Rollenfach der Salondame, unter anderem als Komtesse Beate von Treuenfels in der Hedwig-Courths-Mahler-Verfilmung Griseldis (1974) oder, an der Seite von Erika Pluhar, als Prudence Duvernoy, der Freundin der weiblichen Titelrolle, in der Verfilmung des Romans Die Kameliendame (1978), unter der Regie von Tom Toelle.
Ab Ende der 1960er Jahre arbeitete Iwanow als Schauspielerin, Sängerin und Moderatorin hauptsächlich für das Fernsehen, wodurch sie große Bekanntheit erlangte. 1970 entstanden mit Iwanow Musikaufnahmen aus der heute vergessenen Operette Kaiserin Katharina von Rudolf Kattnigg; diese Aufnahmen, die als Raritäten gelten, wurden später bei EMI Electrola auf CD wiederveröffentlicht. Für das ZDF spielte sie 1971 in zwei Operettenverfilmungen mit: an der Seite von Heinz Erhardt als nicht mehr ganz junge, sittenstrenge Madame Palmira Beaubuisson in Der Opernball und an der Seite von Horst Niendorf als lebenslustige russische Gräfin Olga in Die Dollarprinzessin. Die Verfilmung der Operette Der Opernball wurde regelmäßig im ZDFtheaterkanal wiederholt.
Sie wirkte in mehreren Fernsehshows mit (Musik durch drei, ARD 1969; Scala heute, ZDF 1971). 1968 trat sie in Wiesbaden in der Sendung Einer wird gewinnen auf. 1970 moderierte sie beim ZDF die Musikshow Sommernotenschau, in der bekannte Komponisten ihre neuesten Kompositionen vorstellten. Von dieser Sendung wurde auch eine Langspielplatte produziert, auf der Iwanow das Lied Der tolle Romanoff sang. 1973 war sie bei dem Entertainer Heinz Schenk zu Gast in dessen Sendung Zum Blauen Bock.
Mehrfach trat sie gemeinsam mit Ivan Rebroff auf und interpretierte russische Folklore; es entstanden auch gemeinsame Schallplattenaufnahmen.

### Privates
Iwanow war dreimal verheiratet. Aus ihrer frühen ersten Ehe mit dem Schauspieler Wilfried Seyferth stammt ihr Sohn Andreas Seyferth, der ebenfalls Schauspieler wurde. In zweiter Ehe heiratete sie 1959 den Schauspieler Gert Fröbe, der ihren Sohn Andreas adoptierte. 1975 heiratete sie in dritter Ehe den Filmproduzenten Walter Koppel.
Am 6. Oktober 1979 erlag Tatjana Iwanow in Hamburg einem langjährigen Krebsleiden.

## Filmografie
- 1959: Nick Knattertons Abenteuer – Der Raub der Gloria Nylon
- 1959: Hunde, wollt ihr ewig leben
- 1959: Nacht fiel über Gotenhafen
- 1960: Die Herzogin von Langeais (TV)
- 1960: So ist es – ist es so? (TV)
- 1962: Alarm für Dora X – Gefahr im Steinbruch (TV)
- 1966: Intercontinental Express – Anschluß nach Karlsruhe (TV)
- 1967: Die Heiden von Kummerow und ihre lustigen Streiche
- 1969: Eine Frau ohne Bedeutung (TV)
- 1970: Das Mädchen seiner Träume (TV)
- 1970: Die Wesenacks (TV)
- 1971: Preußen über alles... – Bismarcks deutsche Einigung (TV)
- 1971: Der Opernball (TV)
- 1971: Scala heute – Revue mit neuen Bildern und alten Erinnerungen (TV)
- 1971: Geschichten über Frauen der Geschichte (TV)
- 1971: Die Dollarprinzessin (TV)
- 1974: Griseldis (TV)
- 1978: Kameliendame (TV)